# Ebombe
Ebombe est un village de la Région du Littoral du Cameroun, situé dans la commune de Ngwei. 

## Population et développement
En 1967, la population de Ebombe était de 209 habitants, essentiellement des Bassa. La population de Ebombe était de 207 habitants dont 113 hommes et 94 femmes, lors du recensement de 2005.  